# Marie Jacobé
Pour les articles homonymes, voir Marie.
Ne doit pas être confondue avec Marie (femme de Cléophas).
Marie Jacobé est un personnage du Nouveau Testament qui est ainsi nommée dans l'évangile selon Jean. Selon différentes approches exégétiques et traditions, elle serait l'épouse de Clopas (ou d'Alphée) ou encore la « mère de Jacques le petit et de Joset » (ou Joseph) qui apparaissent dans les évangiles synoptiques.

## Hagiographie

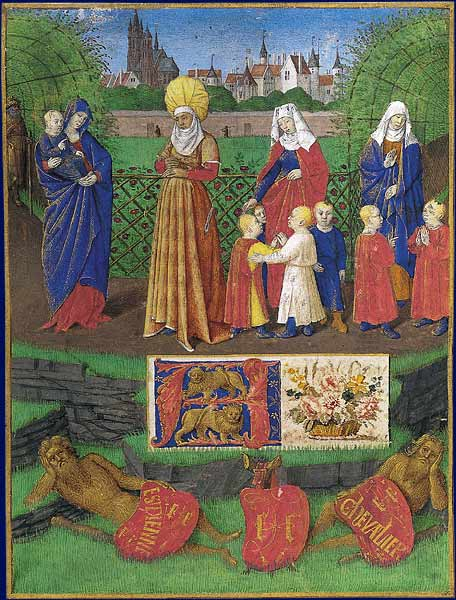
Sainte Anne et les trois Marie

Selon La Légende dorée, elle serait née du second mariage d'Anne, mère de   Marie avec Cléophas, frère de Joseph. Elle aurait épousé Alphée et aurait donné naissance à quatre fils : Jacques le mineur, Joseph le juste, qui est le même que Barsabas[réf. nécessaire], Simon le Zélote et Jude.
Elle est assimilée à l'une des Saintes Maries dont la mémoire est vénérée en Camargue, aux Saintes-Maries-de-la-Mer, et qui sont fêtées, l'une, Marie Jacobé le 25 mai et la seconde Marie Salomé, le 22 octobre.

## Occurrences néotestamentaires
- Mt 27,56 : « Parmi (les femmes) qui étaient au pied de la croix, il y avait Marie de Magdala, Marie, mère de Jacques et de Joseph, et la mère des fils de Zébédée. »
- Mt 28,1 : « Marie de Magdala et l’autre Marie vinrent visiter le sépulcre. »
- Mc 15,40 : « Il y avait aussi des femmes qui regardaient à distance, parmi elles Marie de Magdala, et Marie, mère de Jacques le petit et de Joset, et Salomé… »
- Mc 15,47 : « Or Marie de Magdala, et Marie, mère de Joset regardaient où on l’avait mis.»
- Mc 16,1 : « Lorsque le sabbat fut passé, Marie de Magdala, Marie, mère de Jacques, et Salomé, achetèrent des aromates, afin d'aller embaumer Jésus. »
- Jn 19,25 : « Près de la croix se tenaient sa mère, la sœur de sa mère, Marie, femme de Clopas, et Marie de Magdala. »
- Lc 24,10 : « Celles qui dirent ces choses aux apôtres étaient Marie de Magdala, Jeanne, Marie, mère de Jacques, et les autres qui étaient avec elles. »